# Amazon
Amazon é uma empresa multinacional de tecnologia norte-americana com sede em Seattle, Washington. A companhia se concentra no e-commerce, computação em nuvem, streaming e inteligência artificial. É considerada uma das cinco grandes empresas de tecnologia, juntamente com Google, Apple, Microsoft e Meta. Foi referida como "uma das forças econômicas e culturais mais influentes do mundo" e a marca mais valiosa do mundo.
Medida pela receita e capitalização de mercado, é a maior vendedora virtual do mundo, provedora e assistente de IA, plataforma de transmissão ao vivo e plataforma de computação em nuvem. Além de ser a maior empresa de Internet em receita no mundo, o segundo maior empregador privado dos Estados Unidos e uma das empresas mais valiosas do mundo.
Foi fundada por Jeff Bezos em Bellevue, Washington, em 5 de julho de 1994. A empresa começou como um mercado online de livros, mas expandiu-se para vender eletrônicos, software, videogames, vestuário, móveis, alimentos, brinquedos e joias. Em 2015, a Amazon superou o Walmart como o varejista mais valioso dos Estados Unidos por capitalização de mercado. Em 2017, a Amazon adquiriu o Whole Foods Market por US$13,4 bilhões, aumentando substancialmente sua presença como varejista física. Em 2018, a companhia anunciou que o seu serviço de entrega em dois dias, o Amazon Prime, havia ultrapassado 100 milhões de assinantes em todo o mundo.
A Amazon distribui downloads e streaming de vídeo, música e audiolivros através de suas subsidiárias Prime Video, Amazon Music, Twitch e Audible. A Amazon também tem um braço editorial, a Amazon Publishing, um estúdio de cinema e televisão, Amazon Studios e, uma subsidiária de computação em nuvem, Amazon Web Services. Produz eletrônicos de consumo, incluindo e-readers, tablets, TV Box, caixas de som, entre outros. A Amazon é envolvida em várias polêmicas e controvérsias, a empresa tem sido criticada pelo excesso de vigilância tecnológica, cultura de trabalho hipercompetitiva e exigente, práticas fiscais, pela anticoncorrência e, outras.
A Amazon compõe o acrônimo "GAFA", grupo dos gigantes da tecnologia global, Google, Amazon, Facebook e Apple. O termo é utilizado frequentemente para se referir a uma nova espécie de imperialismo ou colonialismo, e está relacionado também com "práticas laborais controversas, fake news, guerra de preços cruéis, evasão de divisas e obsolescência programada".

## História
Jeff Bezos fundou a Amazon em 5 de julho de 1994. Ele escolheu Seattle por causa do talento técnico, já que a Microsoft está localizada lá. Em maio de 1997, a organização tornou-se pública. A empresa começou a vender músicas e vídeos em 1998, quando começou a operar internacionalmente, adquirindo vendedores online de livros no Reino Unido e na Alemanha. No ano seguinte, a organização também vendeu videogames, eletrônicos de consumo, itens de limpeza, software, jogos, brinquedos e, muitos outros.
Em 2002, a empresa iniciou a Amazon Web Services (AWS), que forneceu dados sobre popularidade do site, padrões de tráfego na Internet e outras estatísticas para profissionais de marketing e desenvolvedores. Em 2006, a organização cresceu seu portfólio AWS quando foram disponibilizados a Elastic Compute Cloud (EC2), que aluga o poder de processamento de computadores, e o Simple Storage Service (S3), que aluga armazenamento de dados via Internet. No mesmo ano, a empresa iniciou o Fulfillment by Amazon, que gerenciava o inventário de pessoas físicas e pequenas empresas que vendiam seus pertences através do site da empresa. Em 2012, a Amazon comprou a Kiva Systems para automatizar seu negócio de gestão de estoques, e adquiriu a rede de supermercados Whole Foods Market cinco anos depois, em 2017.
Em 2018, foi a 2.ª empresa do mundo (a 1.ª foi a Apple) a atingir a marca de US$ 1 trilhão de valor de mercado. Em 2019, a Amazon se tornou a empresa mais valiosa do mundo, ultrapassando a Microsoft.

### Amazon no Brasil
No dia 18 de outubro de 2017, deu um grande passo no território brasileiro, iniciando as vendas de eletrônicos no país. Especialistas afirmam que os investimentos da empresa são graduais, tendo em vista suas decisões, como a aquisição da rede de supermercados Whole Foods e parcerias no México.
Porém, com uma reviravolta nos "negócios", a empresa conseguiu antecipar esse prazo em 6 meses, e no dia 6 de dezembro de 2012, a Amazon.com foi "ao ar" sob o domínio ".com.br". O visual do site segue o mesmo padrão da versão norte-americana da loja, mas com todos os textos escritos em português. Nesse primeiro momento, ela ainda não comercializava nada além do Kindle e de algumas dezenas de edições de e-books. Pouco depois esse número subiu para 13 mil livros digitais e em 2014 eram 35 mil, alcançando a marca de 2 milhões de e-books se forem contados os livros em língua estrangeira.
Em 21 de agosto de 2014, a Amazon começou a vender em seu site brasileiro livros físicos, marcando o início de uma nova fase da atuação da empresa no Brasil.
Em 18 de outubro de 2017, a empresa começou a vender smartphone, jogos e outros eletrônicos.
Em 17 de novembro de 2017, começou a vender produtos para casa e cozinha e em 11 de janeiro de 2018 a vender produtos de escritório e materiais escolares.
Em 22 de janeiro de 2019, a Amazon abriu seu centro de distribuição em Cajamar em São Paulo.
Em 12 de dezembro de 2019, a empresa abriu seu centro de distribuição em Cabo de Santo Agostinho em Pernambuco.
Em 14 de setembro de 2021, abriu seu centro de distribuição em São João de Meriti no Rio de Janeiro.

### Amazon em Portugal
Embora qualquer produto comprado numa loja da Amazon com sede na União Europeia pode ser enviado para Portugal sem taxas alfandegárias, a empresa ainda não tem uma loja no país. Em janeiro de 2018, o Jornal de Negócios avançou que a Amazon estava a negociar a entrada no mercado português. Desde esse mesmo ano a empresa abriu um escritório no Parque das Nações, em Lisboa e o domínio «amazon.pt» efetua o redirecionamento para a loja espanhola.
A 26 de janeiro de 2021 o site da Amazon Espanha começou a estar disponível em português europeu. Para receber os clientes portugueses, a empresa criou um mural com a mensagem «Bem-vindos à Amazon em Português», onde se podem ver alguns dos monumentos e arcos mais importantes de Portugal, desde a Torre de Belém ao Cristo Rei, passando pela Torre dos Clérigos e até a Ponte 25 de Abril.

## Produtos e serviços

### Bens de varejo

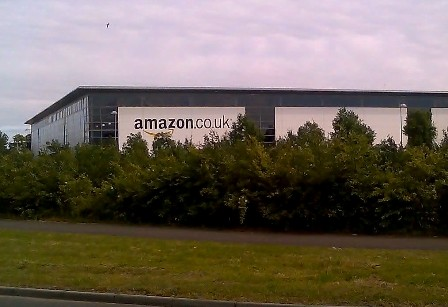
Depósito da Amazon em Glenrothes, Fife, Escócia

Em agosto de 2007, a Amazon anunciou AmazonFresh, um serviço de supermercado oferecendo perecíveis e não perecíveis. Os clientes poderiam ter encomendas entregues às suas casas de madrugada ou durante uma janela durante o dia especificado. Entrega foi inicialmente restrita a moradores de Mercer Island, Washington, e mais tarde foi expandido para vários códigos postais em Seattle.
Em 2012, a Amazon anunciou o lançamento de Vine.com para a compra de produtos verdes, incluindo mantimentos, utensílios domésticos, e de vestuário. É parte da Quidsi, a empresa que a Amazon comprou, em 2010, que também executa os locais Diapers.com (neném), Wag.com (animais de estimação), e YoYo.com (brinquedos). A Amazon também possui outros sites de comércio eletrônico como Shopbop.com, Woot.com, e Zappos.com.
Em 2013, a Amazon lançou o seu site na Índia, Amazon.in. Ele começou com bens eletrônicos e planos de expandir para vestuário de moda, beleza, fundamentos domésticos e categorias de saúde até o final de 2013. Em julho de 2014, a Amazon anunciou que vai investir US$ 2 bilhões na Índia para expandir o negócio, depois de seu maior rival indiano Flipkart anunciou US$ 1 bilhão em financiamento.
Em 2015, um estudo realizado por Survata descobriu que 44% dos entrevistados que pesquisavam produtos on-line foram diretamente para a Amazon.

### Amazon's Best Books of the Year
Amazon's Best Books of the Year (Os Melhores Livros do Ano da Amazon (em português)), é uma lista dos melhores livros criada anualmente pela Amazon.com. A lista é escolhida por editores e clientes da Amazon. Tudo começou em 2000. Os favoritos dos clientes são classificados de acordo com o número de vendas feitas até outubro, para os livros publicados naquele ano civil. As listas são geralmente anunciadas no início de novembro. A lista atraiu a atenção da mídia como The Guardian, CBS News e, outros.

### Amazon Prime

Logotipo do Amazon Prime

Em 2005, a Amazon anunciou a criação do Amazon Prime, uma associação que oferece frete grátis de dois dias dentro dos Estados Unidos em todas as compras elegíveis por uma taxa fixa anual de 79 dólares (equivalente a 96 dólares em 2015), bem como com desconto. A Amazon lançou o programa na Alemanha, no Japão e no Reino Unido em 2007; na França (como "Amazon Premium") em 2008, na Itália, em 2011, e no Canadá, em 2013.
Amazon Prime também fornece Prime Video, o streaming instantâneo de filmes selecionados e programas de televisão, sem nenhum custo adicional. Em novembro de 2011, foi anunciado que os membros Prime teriam acesso à biblioteca do Kindle Owners, que permite que os usuários peguem emprestados certos e-livros populares Kindle para leitura livre em hardware Kindle, até um livro por mês, sem data de vencimento.
Em março de 2014, a Amazon anunciou um aumento da taxa anual do Amazon Prime, de 79 dólares para 99 dólares, um aumento aproximado de 25% . Logo após esta mudança, a Amazon anunciou Prime Music, um serviço cujos membros podem obter streaming ilimitado, livre de anúncios, de mais de um milhão de músicas e acesso a playlists com manutenção. Em novembro de 2014, a Amazon adicionou Prime Fotos, que permite armazenamento ilimitado de fotos na Amazon Cloud Drive. Em março de 2015, a Amazon amplia esse serviço pago para cobrir outros tipos de conteúdo, e para usuários fora do seu programa de fidelidade. Unlimited Cloud Storage permite aos usuários obter armazenamento ilimitado de fotos ou "tudo ilimitado" - que abrange todos os tipos de mídia a partir de vídeos e músicas, documentos PDF, etc., respectivamente, 11,99 dólares ou 59,99 dólares por ano. A Amazon também começou a oferecer gratuitamente no mesmo dia, entrega para os membros Prime em 14 áreas metropolitanas dos Estados Unidos em maio de 2015.
Em 15 de julho de 2015, para comemorar seu aniversário de 20 anos, através do "Amazon Prime Day", a Amazon anunciou promoções exclusivas para os membros Prime que rivalizavam com as de Black Friday. Também nesse mês, o Prime Video anunciou que contratou, Jeremy Clarkson, Richard Hammond e James May que participaram do Top Gear, para começar a trabalhar em uma nova série de carros que deverá ser lançado em 2016.
Em 10 de Setembro de 2019, a Amazon anunciou e lançou o Amazon Prime no Brasil, com frete grátis ilimitado para todo o país, descontos e ofertas exclusivas, entrega de até 2 dias para mais de 90 cidades brasileiras e serviços como Prime Music, Prime Video e Prime Reading, mas, não limitados a esses, ao preço de R$ 9,90 por mês.
Em maio de 2021, o serviço Prime chegou oficialmente a Portugal com envios gratuitos ilimitados em 48 horas para o continente e 72 horas para as ilhas, também à plataforma de streaming de filmes e séries Prime Video e toda a oferta Prime: o Prime Lighning Deals, o Prime Day, o Prime Graming e armazenamento ilimitado no Amazon Photo por 3,99€ por mês. Anteriormente, os utilizadores portugueses já podiam subscrever ao Prime através de Espanha, mas por um preço superior.

### Prática de Dumping
O governo da França em 2013 aprovou leis para conter o avanço da prática de dumping pela Amazon depois de uma investigação dos casos. No Brasil a associação nacional de livrarias apontou para a prática como sendo um dos motivos pelo fechamentos de livrarias e queda de vendas. Em um caso emblemático, a Livraria Elefante publicou em seu site oficial como funciona a prática adotada pela Amazon; mesmo sem poder comprar diretamente da editora, obtinha os livros por distribuidores e vendia os livros mais barato do que a própria editora que produzia os livros conseguia vender. A prática de dumping é ilegal no Brasil e em Portugal, e na maiorias dos países democráticos.

## Website

Países com versões locais da loja Amazon

O domínio www.amazon.com atraiu pelo menos 615 milhões de visitantes por ano até 2008, o dobro do número de Walmart. A Amazon atrai cerca de 65 milhões de clientes para seu site nos EUA por mês. A empresa também tem investido pesadamente em uma enorme quantidade de capacidade do servidor para seu site, especialmente para lidar com o tráfego excessivo durante o Natal.
Os resultados gerados pelo motor de busca da Amazon são, em parte, determinada por taxas promocionais. Os sites locais da Amazon diferem na seleção e nos preços, são diferenciados por domínio de nível superior e código do país:
| Região                 | País          | Nome do domínio  | Desde            |
| ---------------------- | ------------- | ---------------- | ---------------- |
| África                 | Egito         | amazon.eg        | Setembro de 2021 |
| Américas               |               |                  |                  |
| Brasil                 | amazon.com.br | Dezembro de 2012 |                  |
| Canadá                 | amazon.ca     | Junho de 2002    |                  |
| México                 | amazon.com.mx | Agosto de 2013   |                  |
| Estados Unidos         | amazon.com    | Julho de 1995    |                  |
| Ásia                   |               |                  |                  |
| China                  | amazon.cn     | Setembro de 2004 |                  |
| Singapura              | amazon.sg     | Julho de 2017    |                  |
| Emirados Árabes Unidos | amazon.ae     | Maio de 2019     |                  |
| Índia                  | amazon.in     | Junho de 2013    |                  |
| Japão                  | amazon.co.jp  | Novembro de 2000 |                  |
| Turquia                | amazon.com.tr | Setembro de 2018 |                  |
| Europa                 |               |                  |                  |
| Alemanha               | amazon.de     | Outubro de 1998  |                  |
| Bélgica                | amazon.com.be | Outubro de 2022  |                  |
| Espanha                | amazon.es     | Setembro de 2011 |                  |
| França                 | amazon.fr     | Agosto de 2000   |                  |
| Itália                 | amazon.it     | Novembro de 2010 |                  |
| Países Baixos          | amazon.nl     | Novembro de 2014 |                  |
| Polónia                | amazon.pl     | Março de 2021    |                  |
| Reino Unido            | amazon.co.uk  | Outubro de 1998  |                  |
| Suécia                 | amazon.se     | Outubro de 2020  |                  |
| Oceania                | Austrália     | amazon.com.au    | Novembro de 2013 |

### Avaliações
A Amazon permite que os usuários enviem comentários à página web de cada produto. Os revisores devem avaliar o produto em uma escala de classificação de uma a cinco estrelas. Amazon oferece uma opção de crachá para os revisores que indicam o nome real do usuário (com base na confirmação de uma conta de cartão de crédito) ou que indiquem que o revisor é um dos principais colaboradores de popularidade. Os clientes podem comentar ou votar em comentários, indicando se eles encontraram um comentário útil; se a avaliação dada suficiente atinge um número considerado de "votos", o comentário aparece na primeira página do produto. Em 2010, a Amazon foi relatado como sendo a maior fonte de opiniões dos consumidores na Internet.
Embora os comentários são atribuídas ao nome do cartão de crédito do revisor, tem havido casos de opiniões positivas sendo escrito e publicado por uma empresa de relações públicas em nome de seus clientes e, os casos de escritores que utilizam pseudônimos para deixar comentários negativos na obras de seus rivais.
Após a listagem de Untouchable: The Strange Life and Tragic Death of Michael Jackson, uma biografia depreciativo de Michael Jackson por Randall Sullivan, seus fãs, organizaram-se através de mídias sociais, bombardeando o site da Amazon com comentários negativos e classificações negativas de comentários positivos.

### Vendas de terceiros
Amazon deriva muitas das suas vendas a partir de vendedores terceiros que vendem produtos na Amazon (cerca de 40% em 2008). Associados recebem comissão por indicar clientes para a Amazon, colocando links para a Amazon em seus sites. Em todo o mundo, a Amazon tem "mais de 900.000 membros" em seus programas de afiliados. De acordo com W3 Techs o Programa de Afiliados Amazon é usado por 1,2% de todos os sites, e é a segunda rede de publicidade mais popular após o Google AdSense. E é frequentemente usado por sites e organizações sem fins lucrativos para fornecer uma maneira para os adeptos de ganhar-lhes comissão. Amazon informou mais de 1,3 milhões de produtos vendidos através de seus sites em 2007. Ao contrário do eBay, vendedores Amazon não tem que manter contas de pagamento separadas; todos os pagamentos são processados pela Amazon.
Associados podem acessar o catálogo da Amazon diretamente em seus sites usando o serviço Amazon Web Services. Um novo produto da filial, aStore, permite Associados incorporar um subconjunto de produtos da Amazon dentro de outro site, ou vincular a outro site. Em junho de 2010, foi lançado o Amazon Seller Product Suggestions para fornecer mais transparência aos vendedores por recomendar produtos específicos para terceiros vender na Amazon. Os produtos sugeridos são baseados em histórico de navegação dos clientes.

## Sindicato Trabalhista da Amazon
No dia 1 de abril de 2022, trabalhadores do armazém Staten Island JFK8 da Amazon em Seattle, Nova York, decidiram sindicalizar-se. De acordo com a contagem da Agência Federal de Relações Trabalhistas dos Estados Unidos, a decisão foi tomada em uma votação que teve 2.654 votos a favor e 2.131 votos contra a formação do Sindicato Trabalhista da Amazon. Estes mesmos trabalhadores já haviam tentado formar um sindicato em diversas outras situações, mas a Amazon os conseguiu impedir.
A empresa posicionou-se contra a formação do sindicato, afirmando estar "decepcionada com o resultado porque acredita que ter um relacionamento direto com a empresa é o melhor para os funcionários".

## Prêmios
| Ano  | Organização  | Recipiente(s) | Categoria              | Resultado |
| ---- | ------------ | ------------- | ---------------------- | --------- |
| 2020 | Prêmio iBest | Amazon        | Marketplace            | TOP3      |
| 2022 | Prêmio iBest | Amazon        | Marketplace            | TOP3      |
| 2022 | Prêmio iBest | Amazon        | Experiência de Compra  | TOP3      |
| 2022 | Prêmio iBest | Amazon        | Inovação em E-commerce | Venceu    |